# Глория (фильм, 2013)
«Глория» (исп. Gloria) — кинофильм режиссёра Себастьяна Лелио, вышедший на экраны в 2013 году.

## Сюжет
Глория — 58-летняя жительница Сантьяго. Она развелась более десяти лет назад, её дети уже выросли и живут своей жизнью, поэтому в свободное время она часто ходит на танцы, чтобы развеять одиночество и, может быть, встретить достойного мужчину. Однажды Глория знакомится, как ей кажется, именно с таким человеком: это Родольфо, бывший моряк, а ныне владелец парка развлечений. Он тоже разведён, но продолжает поддерживать тесный контакт со своей семьёй, заботиться о своих взрослых дочерях и бывшей жене. Глория и Родольфо быстро сходятся, однако из-за привязанности последнего к родственникам их отношения оказываются под вопросом…

## В ролях
- Паулина Гарсия — Глория Кумплидо
- Серхио Эрнандес — Родольфо Фернандес
- Диего Фонтесилья — Педро, сын Глории
- Фабиола Самора — Ана, дочь Глории
- Лус Хименес — Виктория
- Алехандро Гоич — Габриэль, бывший муж Глории
- Лилиана Гарсия — Флавия
- Кока Гуаццини — Лус

## Награды и номинации
- 2012 — приз Films in Progress Award на кинофестивале в Сан-Себастьяне (Себастьян Лелио).
- 2013 — три приза Берлинского кинофестиваля: «Серебряный медведь» за лучшую женскую роль (Паулина Гарсия), приз экуменического жюри и приз Гильдии немецких артхаусных кинотеатров (оба — Себастьян Лелио).
- 2013 — приз Гавайского кинофестиваля за лучшую женскую роль (Паулина Гарсия).
- 2013 — третья премия Гаванского кинофестиваля (Себастьян Лелио).
- 2013 — попадание в пятёрку лучших иностранных фильмов года по версии Национального совета кинокритиков США.
- 2013 — участие в конкурсной программе Нью-Йоркского кинофестиваля.
- 2014 — премия «Ариэль» за лучший латиноамериканский фильм (Себастьян Лелио).
- 2014 — номинация на премию «Гойя» за лучший латиноамериканский фильм (Себастьян Лелио).
- 2014 — номинация на премию «Независимый дух» за лучший международный фильм (Себастьян Лелио).
- 2014 — номинация на премию Лондонского кружка кинокритиков за лучший фильм на иностранном языке.